# Francesco D'Uva
Francesco D'Uva, né le 25 septembre 1987 à Messine, est un homme politique italien.

## Biographie
Diplômé de l'université de Messine, il est chimiste de profession.
En 2013, il est élu député de la circonscription Sicile 2 pour le Mouvement 5 étoiles. Il est réélu en mars 2018.
Le 2 octobre 2019, il est élu questeur de la Chambre des députés, en remplacement de Federico D'Incà, nommé ministre des relations avec le Parlement dans le gouvernement Conte II.
Le 21 juin 2022, il quitte le M5S pour rejoindre le groupe Ensemble pour le futur dirigé par Luigi Di Maio. Candidat à un nouveau mandat lors des élections générales anticipées du 25 septembre 2022, il n'est pas réélu.